# كارمن غوميث أوخيا
كارمن غوميث أوخيا (بالإسبانية: Carmen Gómez Ojea)‏ كاتبة اسبانية ولددت عام 1945، تخرجت من جامعة أوفييدو. يعيش في خيخون ويتعاون في الصحف المختلفة. عملها الأول، (الأيدي لا طائل منه( (1966)، كان على قائمة المرشحين لجائزة قصيرة رواية من أتينيو دي خيخون. سوف تتبع حكايات قصة ثلاثة بحار، والتي سوف تبقى في المركز الثاني في مسابقة من كازا ديل مار قادش (1975). فازت بجائزة نادال عام 1981 عن روايتها (Cantiga de agüero).